# Chien d'Artois
Il Chien d’Artois (o Artois Hound, in italiano anche Cane d'Artois) è una razza canina rara e discendente del Bloodhound.

## Storia[1]
Questa razza, chiamata un tempo Picard, era molto apprezzata e ricercata per la caccia ai tempi dei re francesi Enrico IV e Luigi XIII. Jean-Emmanuel Le Couteulx de Canteleu nel suo Manuel de Vénerie Française (1890) riferisce che la razza del suo tempo aveva subito molti incroci, ed era ormai diventato difficile trovarla pura, elogiandola comunque nella caccia alla lepre. Dalla fine del XIX secolo e fino all’inizio della prima guerra mondiale, un allevatore della Piccardia, M. Mallard, dominò nell’allevamento della razza. Nonostante egli produsse bellissimi soggetti, come testimoniano i numerosi premi vinti alle esposizioni canine, i suoi cani non sempre corrispondevano a quelli delle descrizioni degli antichi autori. Dopo la seconda guerra mondiale, si credeva che facesse parte delle razze perdute. Ma, negli anni settanta, grazie agli sforzi M.Audréchy di Buigny les Gamaches dans la Somme e M.me Pilat, questa razza ha ritrovato il suo posto fra i cani da seguita.

## Caratteristiche
È alto da 53 a 58 cm al garrese e ha un peso ideale compreso tra 28 e 30 kg. Presenta una testa grande e robusta, un dorso di media lunghezza e una coda appuntita che tende ad essere lunga e a forma di falce. Le orecchie sono all'altezza degli occhi, quest'ultimi  grandi e prominenti; le labbra sono piuttosto spesse.
È un cane muscoloso e di taglia media, che dà l'impressione di forza ed energia.

### Testa
- Regione cranica: il cranio è forte, largo, abbastanza corto, arrotondato e piatto nella parte superiore ma con la protuberanza occipitale solo leggermente pronunciata.
- Regione facciale: il tartufo è nero, forte, con narici larghe. Il muso è diritto e, visto di profilo, moderatamente allungato. Delle sue labbra, il labbro superiore copre largamente il labbro inferiore, è piuttosto importante e conferisce una forma squadrata all'estremità del muso. Mascelle e denti hanno una chiusura a forbice, gli incisivi superiori coprono quelli inferiori in uno stretto contatto e sono ben posizionati perpendicolarmente rispetto alle mascelle. I suoi occhi, in relazione alla larghezza della fronte, non sono molto vicini tra loro; sono rotondi, a livello della superficie della testa, di colore marrone scuro; hanno un'espressione malinconica e morbida. Le mucose delle palpebre inferiori non sono visibili. Le sue pelli devono essere posizionate all'altezza degli occhi, un po' spesse, larghe, rotonde in punta, quasi piatte e abbastanza lunghe, che arrivano all'inizio del tartufo. Il collo è moderatamente lungo, potente; la giogaia è pochissima.

### Corpo
La sua schiena è ampia e ben sostenuta. I suoi lombi sono leggermente arcuati. I fianchi danno una leggera inclinazione alla sua muscolosa groppa. Il torace è ampio e lungo, piuttosto disceso in modo che la linea sternale arrivi all'altezza del gomito. Le sue costole sono ben cerchiate. Il suo ventre fiancheggia completamente il suo corpo.

### Coda
È forte e abbastanza lunga; presenta dei peli più lunghi e più ruvidi, leggermente staccati (come spighe di grano) verso la punta. Viene portata a falce, senza mai cadere in avanti.

### Arti

#### Arti anteriori
Ha spalle oblique e muscolose, i gomiti sono ben posizionati sull'asse del corpo. L'avambraccio è leggermente obliquo.

#### Arti superiori
Visto da dietro, la punta della natica, il centro della gamba, il garretto, il metatarso e il piede sono sulla stessa linea verticale. La parte superiore delle cosce è abbassata e ben muscolosa. I suoi garretti sono forti e moderatamente angolati e i metatarsi sono corti e forti.

### Zampe
Sono leggermente allungate, strette ma forti; i cuscinetti sono neri, resistenti e compatti.

### Mantello
La sua pelle è piuttosto spessa. Il pelo è corto, folto e abbastanza piatto. La colorazione è un tricolore fulvo scuro (simile al mantello di una lepre o di un tasso), con mantello a chiazze larghe. La testa è solitamente fulva, a volte con una copertura nera. I suoi colori principali sono marrone chiaro, bianco e nero.

## Temperamento
Il Chien d'Artois è energico, coraggioso, leale, resistente, calmo e ben equilibrato. Ha un forte olfatto ed è veloce e indipendente (esso è stato infatti allevato per cacciare le lepri). Sono affettuosi e amorevoli con coloro che si prendono cura di loro.

### Caccia
È oggi usato soprattutto nella caccia con i fucili e a cavallo. È ingegnoso nell'avvicinare la preda; la sua velocità è nella media ma mantenuta. Ha inoltre un olfatto acuto.
Nelle aree boschive, in gruppi radi e ben sparsi di alberi ad alto fusto, può cacciare cervi in modo efficiente. La sua intrepidezza e il suo coraggio gli permettono di scovare anche i cinghiali più ostinati.

## Cura

### Esercizio
Essendo un cane da caccia, ha bisogno di molto esercizio e spazio sufficiente per muoversi. Sebbene possa vivere in un appartamento, dovrebbe avere a disposizione in un piccolo cortile. Se rilasciato in un'area non protetta, potrebbe scappare nella direzione del primo odore interessante che capta.

### Toelettatura
Non richiede molta toelettatura, avendo un pelo liscio e corto. Dovrebbero fare il bagno solo quando ne hanno bisogno; per quest'aspetto dovrebbe essere sufficiente una pulizia con un asciugamano umido (il sapone neutro va usato solo se necessario). Le orecchie potrebbero presentare infezioni. Particolare cura va riservata alle unghie, per evitare il rischio di infezioni.